# Football Canon 105 de Libreville
Il Football Canon 105 de Libreville (FC 105 Libreville) è una squadra di calcio gabonese con sede a Libreville. È stata fondata nel 1975 come squadra dell'esercito e della polizia. Gioca nello Stade Omar Bongo con una capienza di 40.000 spettatori.

## Storia
È la squadra più titolata del Gabon. Nel 1985 il famosissimo gruppo di rumba congolese TPOK Jazz guidato da Franco Luambo Makiadi ha dedicato un album al club FC 105 (Franco et le TPOK Jazz chantent le FC 105 de Libreville) .
Il 9 febbraio 2008 muore il suo tesserato Guy Tchingoma, centrocampista internazionale per il Gabon.

## Palmarès

### Competizioni nazionali
- Campionati gabonesi: 11

1978, 1982, 1983, 1985, 1986, 1987, 1997, 1998, 1999, 2001, 2007
- Coupe du Gabon Interclubs: 5

1984, 1986, 1996, 2004, 2009
- Supercoppa gabonese: 1

2007

### Altri piazzamenti
- Coupe du Gabon Interclubs:

Finalista: 1992, 2006

## Rosa attuale
| N. |                           | Ruolo | Calciatore          |
| -- | ------------------------- | ----- | ------------------- |
|    | Gabon (bandiera)          | P     | Michel Souamas      |
|    | Gabon (bandiera)          | P     | Boris Nguema        |
|    | Togo (bandiera)           | D     | Gaffar Mamah        |
|    | Gabon (bandiera)          | D     | Cyril Avebe         |
|    | Gabon (bandiera)          | D     | Cyril Ndong Ndong   |
|    | Gabon (bandiera)          | D     | Rogrigue Moundounga |
|    | Gabon (bandiera)          | D     | Stephen Oyoungou    |
|    | Gabon (bandiera)          | D     | Fred Manfoumbi      |
|    | Gabon (bandiera)          | D     | Moise Brou Akou     |
|    | Rep. del Congo (bandiera) | C     | Pitchou Kota        |

| N. |                               | Ruolo | Calciatore          |
| -- | ----------------------------- | ----- | ------------------- |
|    | Gabon (bandiera)              | C     | Juste Otomo         |
|    | Gabon (bandiera)              | C     | Yannick Mendame     |
|    | Gabon (bandiera)              | C     | Brice Nkwele        |
|    | Gabon (bandiera)              | C     | Rock Mboussi        |
|    | Gabon (bandiera)              | A     | Ulrich Boutamba     |
|    | Rep. Centrafricana (bandiera) | A     | Marcellin Tamboulas |
|    | Gabon (bandiera)              | A     | Etienne Bito'o      |
|    | Gabon (bandiera)              | A     | Bertrand Bouity     |
|    | Gabon (bandiera)              | A     | Stéphane Ella Ndong |
|    | Gabon (bandiera)              | A     | Joseph Gnamalessue  |